# Landkreis Anhalt-Zerbst
Landkreis Anhalt-Zerbst is een voormalig district (Landkreis) in de Duitse deelstaat Saksen-Anhalt. Het had een oppervlakte van 1131,69 km² en een inwoneraantal van 69.610 (31 mei 2005). Het district is tijdens de tweede herindeling van Saksen-Anhalt op 1 juli 2007 opgegaan in de (deels nieuwe) districten Anhalt-Bitterfeld, Jerichower Land en Wittenberg.

## Steden
De volgende steden liggen in het district:
- Roßlau (Elbe)
- Zerbst
- Coswig (Anhalt)
- Oranienbaum
- Wörlitz